# Raül López
Raül López Molist (ur. 15 kwietnia 1980 w Vic) – hiszpański koszykarz, narodowości katalońskiej, rozgrywający. Srebrny medalista olimpijski z Pekinu. 
Mierzący 182 cm wzrostu koszykarz zawodową karierę zaczynał w 1998 w Joventucie Badalona. W ojczyźnie grał także w Realu Madryt (2000-02). W 2001 został wybrany przez Utah Jazz w pierwszej rundzie w draftu z 24 numerem, do NBA trafił rok później. W zespole miał zastąpić Johna Stocktona, legendarną postać Jazz, jednak oczekiwania te nie spełniły się – w pewnej mierze na skutek zdrowotnych kłopotów Hiszpana. W NBA rozegrał zaledwie około 100 spotkań i w 2005 wrócił do ojczyzny. W sezonie 2005/06  był zawodnikiem Girona, od 2006 ponownie gra w Realu. Z klubem ze stolicy był m.in. mistrzem kraju (2007)
Z reprezentacją Hiszpanii sukcesy odnosił już w rozgrywkach młodzieżowych i szybko awansował do dorosłej kadry. Brał udział w IO 2000, zdobył brązowy medal mistrzostw Europy w 2001. Później na kilka lat zniknął z niej z powodu kontuzji, by wrócić tuż przed igrzyskami w Pekinie.

## Osiągnięcia

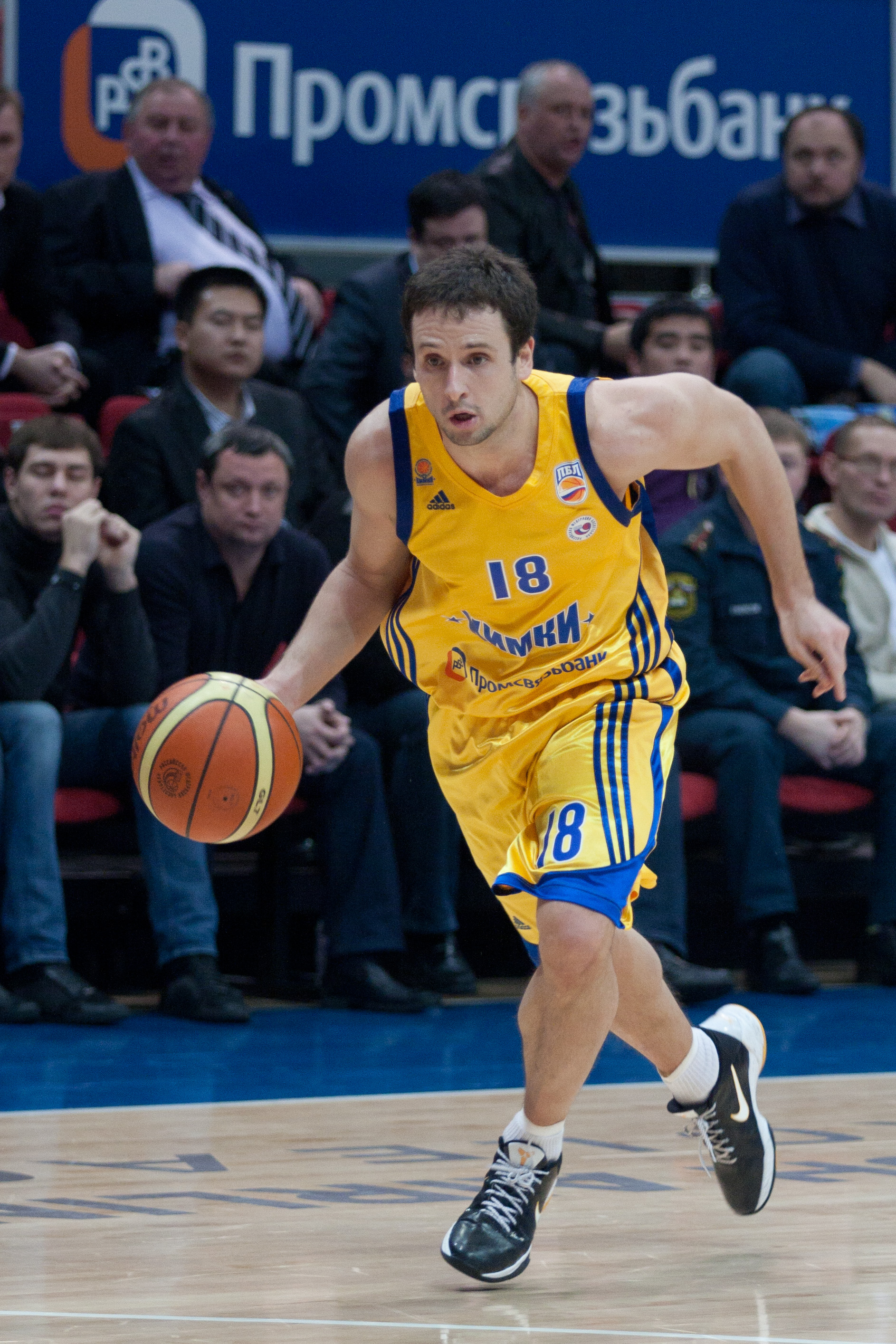
López w barwach Chimek Moskwa.

Na podstawie, o ile nie zaznaczono inaczej.

### Drużynowe
- Mistrz:
  - Eurocupu (2007)
  - ligi VTB (2011)
  - Hiszpanii (2007)
  - Hiszpanii U–16 (1996)
- Wicemistrz:
  - Eurocupu (2013)
  - Rosji (2010, 2011)
  - ligi hiszpańskiej (2001)
  - pucharu Hiszpanii (2001, 2007)
- Brąz:
  - pucharu Hiszpanii (2008, 2016)
  - superpucharu Hiszpanii (2008, 2012, 2014)
- 4. miejsce w:
  - pucharze Rosji (2010)
  - VTB (2010)

### Indywidualne
- 2-krotny uczestnik meczu gwiazd ligi hiszpańskiej (1999, 2001)

### Reprezentacja
- Mistrz:
  - Europy (2009)
  - świata U–19 (1999)
  - Europy U–18 (1998)
- Wicemistrz olimpijski (2008)
- Brązowy medalista mistrzostw Europy (2001)
- Uczestnik:
  - igrzysk olimpijskich (2000 – 9. miejsce, 2008)
  - mistrzostw świata (2010 – 6. miejsce)